# Jean-Henri Schyler
Jean-Henri Schÿler est un homme politique français né le 20 février 1805 à Bordeaux (Gironde) et mort le 16 juin 1878 à Villenave-d'Ornon (Gironde).

## Biographie

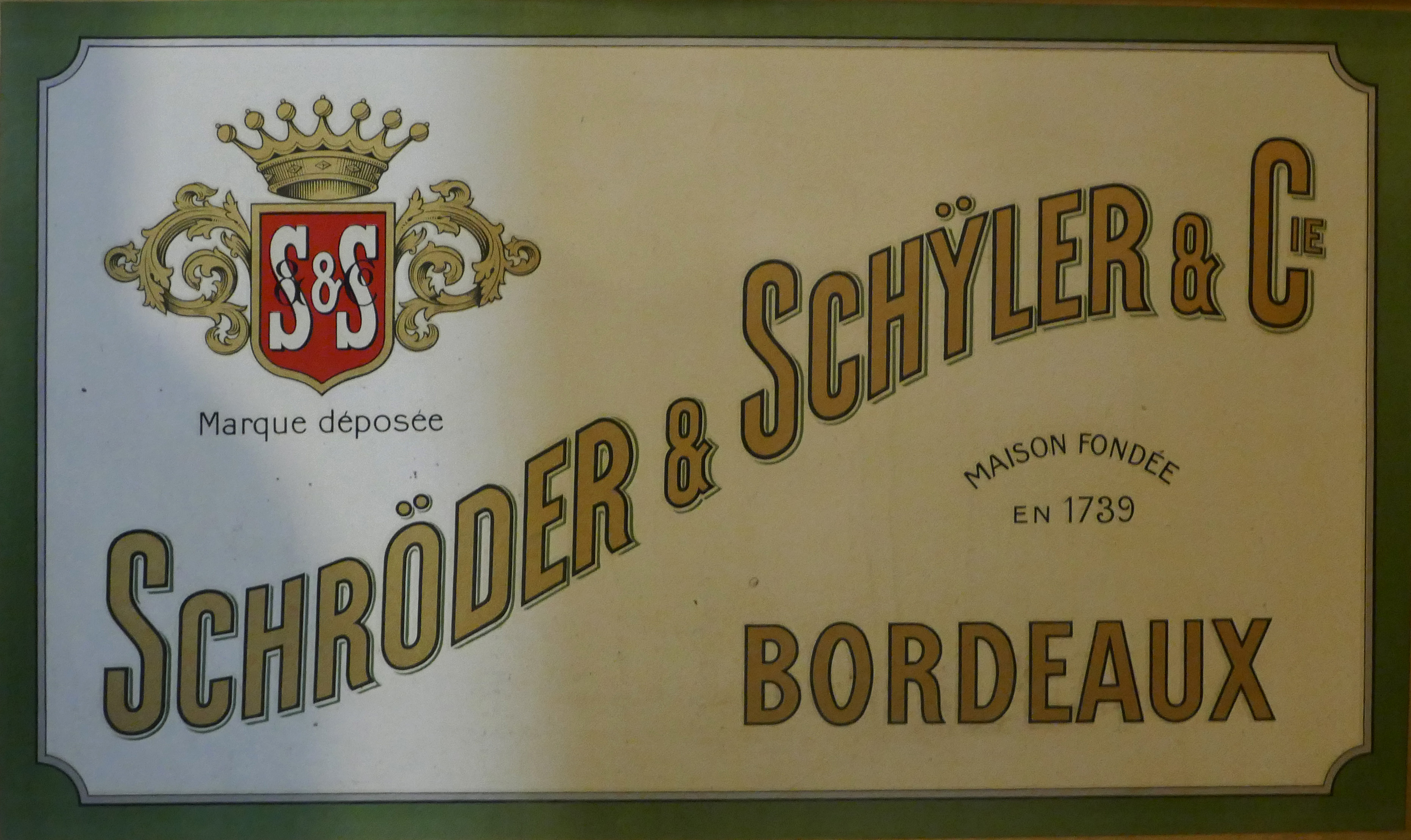
Plaque de la maison Schröder & Schÿler (Musée du vin et du négoce de Bordeaux).

Directeur de la maison de négoce de vins Schröder et Schÿler, fondée par son grand-père, il est député de la Gironde de 1852 à 1857, siégeant à droite, dans la majorité soutenant le Second Empire.
Marié à Henriette Schröder, il est le père d'Oscar Schÿler-Schröder et le beau-père de Gabriel Faure (1836-1907).

### Sources
- « Jean-Henri Schyler », dans Adolphe Robert et Gaston Cougny, Dictionnaire des parlementaires français, Edgar Bourloton, 1889-1891 [détail de l’édition]